# Josip Tadić
Josip Tadiċ (Đakovo, 22 augustus 1987) is een Kroatische voetballer die als aanvaller speelt.

## Clubcarrière
Tadić begon zijn professionele carrière bij de Kroatische club NK Osijek. In 2005 maakte hij een overstap naar de grote Duitse club Bayer Leverkusen. Maar na een wedstrijd met het eerste elftal, werd Tadić naar het tweede elftal gestuurd. Na een seizoen bij Bayer Leverkusen II kreeg Tadić in december 2006 een contract bij de grootste club bij Kroatië Dinamo Zagreb. Na drie goede seizoenen bij Dinamo Zagreb ondertekende Tadić op 4 juli 2009 een vierjarig contract met de Franse club Grenoble Foot 38. In 21 wedstrijden kon Tadić geen enkel doelpunten scoren en Grenoble liet hem midden het seizoen 2010-2011 vertrekken. Op 30 december 2010 tekende hij een contract voor zes maanden bij de Duitse tweedeklasser Arminia Bielefeld. In zijn contract is een clausule opgenomen dat zijn contract met één jaar verlengd wordt indien de club niet degradeert naar de 3. Liga. Op 14 juli 2011 tekende Tadić een contract met Cypriotische club Omonia Nicosia. Hij speelde voor de club uit Nicosia 2 wedstrijden in de Europa League tegen de Nederlandse club ADO Den Haag. Op 31 augustus 2011 werd zijn contract ontbonden, omdat hij niet goed genoeg was voor het team en de trainer. In augustus 2011 ondertekende Tadić een 2-jarig contract met de Poolse voetbalclub Lechia Gdańsk. Tadić debuteerde voor Lechia Gdańsk op 12 september 2011 onder de Poolse voetbaltrainer Tomasz Kafarski tegen Górnik Zabrze (winst 2-1). Vervolgens vertrok Tadić na 11 wedstrijden bij Lechia Gdańsk naar de Australische voetbalclub Melbourne Heart. Tadić vervolgde zijn weg naar het Kroatische HNK Rijeka, na vier jaar buiten Kroatië te hebben gespeeld. Op de slotdag van de transferperiode vertrok Tadić samen met Mato Neretljak in de zomer van 2013 op huurbasis naar de eersteklasser NK Zadar. Tadić vertrok vervolgens naar Oostenrijk, waar hij een contract van twee jaar ondertekende met SK Sturm Graz. Zes maanden voor het verloop van het contract met SK Sturm Graz, maakte Tadić de overstap naar de Turkse tweedeklasser Balıkesirspor.